# 제주항공 4604편 회항 사고
제주항공 4604편(영어: Jeju Air Flight 4604)은 제주항공의 보잉 737 항공기가 2019년 6월 12일 필리핀 앙헬레스의 클라크 국제공항에서 대한민국 인천국제공항으로 가던 중, 기체 이상으로 긴급 회항한 사고이다.
사고 여객기가 이륙 중 경보음과 함께 좌석에 산소마스크가 떨어지면서 안전벨트와 산소마스크 착용을 알리는 방송이 나왔다. 사건 후 항공기는 출발지로 회항하였으나 당시 승무원의 대처가 적절치 않다는 비판이 제기되었었다.